# Martin Kampmann
 Der er for få eller ingen kildehenvisninger i denne artikel, hvilket er et problem. Du kan hjælpe ved at angive troværdige kilder til de påstande, som fremføres i artiklen.

Martin Kampmann (født 17. april 1982 i Aarhus) er en tidligere dansk MMA-udøver ved UFC-turneringer.
Kampmann debuterede i UFC i mellemvægtsklassen (185 engelske pund/ 83,9 kg) i 2006. Her udmærkede han sig og blev bl.a. ros af kommentatoren Joe Rogan for et meget højt teknisk niveau, en god kæbe samt, at han var i stand til at besejre fysisk større modstandere. [kilde mangler]
Efter sejre over Crafton Wallace, Thales Leites og Drew McFedries steg hans popularitet og fik lov til at kæmpe med den forhenværende verdensmester Rich Franklin. Imidlertid pådrog Kampmann sig knæskade inden kampen, der betød et års sygemelding.
Da han vendte tilbage til sporten, vandt han suverænt over veteranen Jorge Rivera. Sejren førte til en kamp mod den højtprofilerede modstander[kilde mangler] Nate "The Great" Marquardt. Den fysisk større Marquardt overrumplede danskeren med et highkick efterfulgt af en byge af slag til hovedet og kroppen. Nederlaget mod Nate Marquardt fik Kampmann til at gå ned til weltervægklassen i erkendelsen af denne klasse passede bedre til hans størrelse.
I den nye klasse startede han ud med solide sejre over bl.a. Alexandre Barros og WEC-mesteren Carlos Condit. Mod sidstnævnte var Martin Kampmann undertippet, men udviste teknisk og taktisk forståelse, hvilket hjalp ham til at hente en Split decision-sejr hjem.
Ved en senere kamp mødte han brasilianske Paulo Thiago, der rangerede i højt i vægtklassen. I denne kamp udviste danskeren en overlegenhed i tre runder og udkonkurrerede Thiago totalt.
Den forhenværende Strikeforce-mester, som gennem flere år havde været ubesejret blev udset til at skulle kæmpe mod Kampmann. En sejr i denne kamp, ville give mulighed for at kæmpe mod verdensmesteren Georges St-Pierre. Kampmann anvendte en hård thaiboksning, specielt i anden runde. Desuden havde Shields meget svært ved at få Kampmann ned på gulvet. Det lykkedes dog og især i slutningen af tredje runde gik det godt for Shields. Efter en meget tæt kamp kamp valgte dommerne med stemmerne to mod én at give Shields sejren.[kilde mangler]